# 16. новембар
16. новембар (16.11.) је 320. дан године по грегоријанском календару (321. у преступној години). До краја године има још 45 дана.

## Догађаји
- 1095 — На црквеном сабору у Клермону, у Француској папа Урбан II позвао је црквене великодостојнике и световне владаре на верски рат против турског племена Селџука, које је заузело Свету земљу у Палестини. Тиме је почела епоха крсташких ратова.
- 1532 — Шпански освајач Франсиско Пизаро заузео је са само 200 војника град Кахамарку у Перуу и погубио цара Инка Атахуалпу, иако је за њега била исплаћена велика откупнина.
- 1912 — Почела је Битољска битка у Првом балканском рату у којој је српска војска 18. новембра потукла турску Вардарску армију Зеки паше.
- 1914 — Почела је Колубарска битка, највећа коју је српска војска водила у Првом светском рату. Битка је завршена 15. децембра победом српске војске над аустроугарским трупама под командом генерала Поћорека који је био присиљен да се повуче из Србије. Изузетне заслуге за победу у бици, у којој је заробљено око 43.000 аустроугарских војника, имао је генерал Живојин Мишић.
- 1918 — После пропасти аустроугарске монархије у Првом светском рату, Мађарска је проглашена независном републиком.
- 1933 — СССР и САД су успоставили дипломатске односе.
- 1941 — У Другом светском рату је почела немачка офанзива на Москву, која је 5. децембра завршена поразом немачке војске. Настављајући операције, совјетска Црвена армија је до марта 1942. одбацила немачке трупе на 200 километара од Москве. Овај немачки пораз означио је крај "блицкрига" и наговестио преокрет рата у корист антихитлеровске коалиције.
- 1965 — СССР је лансирао свемирски брод "Венера III", који је у марту 1966. стигао на Венеру, као први свемирски брод који се спустио на неку другу планету.
- 1970 — Пакистан је званично саопштио да је број мртвих у циклону и огромним таласима који су запљуснули обале Источног Пакистана (Бангладеш) и острва у Бенгалском заливу достигао пола милиона.
- 1972 — Тројица америчких астронаута почели су свој 84-дневни лет у свемирској летелици "Скајлаб 4".
- 1979 — Отварање Букурешког метроа.
- 1988 — Беназир Буто изабрана за премијерку Пакистана.
- 1991 — Руски председник Борис Јељцин потписао је серију декрета којима је пренео власт над привредом са совјетске централне владе на владу Русије.
- 1992 — На првим вишестраначким изборима у Литванији након стицања независности од СССР, убедљиво је победила Демократска радничка партија (бивши комунисти).
- 1992 — Савет безбедности УН пооштрио је санкције против СР Југославије увођењем речне и поморске блокаде.
- 1995 — Међународни суд за ратне злочине у Хагу оптужио је председника Републике Српске Радована Караџића и војног команданата Ратка Младића за геноцид над муслиманским цивилима почињен током заузимања Сребренице у јулу 1995, када је више хиљада босанских Муслимана убијено и расељено.
- 1998 — Међународни суд за ратне злочине у Хагу прогласио је кривим једног босанског Хрвата и двојицу Муслимана за убијање и злостављање српских затвореника 1992. у логору Челебићи. То је било прво суђење за ратне злочине почињене над Србима током рата у БиХ.
- 2000 — Председник САД Бил Клинтон допутовао је у Вијетнам, у прву посету једног америчког председника тој земљи од завршетка Вијетнамског рата 1975.
- 2001 — Париски клуб поверилаца отписао је СР Југославији 66% дуга према државама повериоцима.
- 2003 —
  - У Србији су, због малог одзива бирача (39%), по трећи пут пропали председнички избори.
  - У близини Кабула убијена је радница УН, Францускиња Бетина Гуазлар и она је прва жртва међу запосленима у УН од када је, две године раније, свргнута талибанска власт у Авганистану.
- 2005 — Хашки трибунал ослободио је пензионисаног генерала Армије Босне и Херцеговине Сефера Халиловића кривице за злочине које су над хрватским цивилима у Херцеговини у јесен 1993. починиле трупе те армије.

## Рођења
- 1762 — Карађорђе Петровић, вођа Првог српског устанка и родоначелник династије Карађорђевића. (прем. 1817)
- 1861 — Луиђи Факта, италијански политичар и новинар. (прем. 1930)
- 1874 — Александар Колчак, руски адмирал, један од вођа Беле гарде. (прем. 1920)
- 1895 — Паул Хиндемит, немачки композитор, виолиниста, виолиста, диригент и педагог. (прем. 1963)[1]
- 1905 — Јанко Чмелик, револуционар, учесник Народноослободилачке борбе и народни херој Југославије. (прем. 1942)
- 1922 — Жозе Сарамаго, португалски књижевник, добитник Нобелове награде за књижевност (1998). (прем. 2010)
- 1925 — Стане Доланц, учесник Народноослободилачке борбе, друштвено-политички радник СР Словеније и СФР Југославије и јунак социјалистичког рада. (прем. 1999)
- 1926 — Мико Трипало, учесник Народноослободилачке борбе и друштвено-политички радник СР Хрватске и СФР Југославије. (прем. 1995)
- 1928 — Клу Гулагер, амерички глумац. (прем. 2022)
- 1931 — Хјуберт Самлин, амерички блуз музичар (гитариста и певач). (прем. 2011)
- 1939 — Милош Жутић, српски глумац. (прем. 1993)
- 1942 — Јагош Пурић, српски физичар, ректор Београдског универзитета (1998—2000). (прем. 2022)
- 1945 — Стив Рејлсбек, амерички глумац.
- 1946 — Џо Џо Вајт, амерички кошаркаш. (прем. 2018)
- 1946 — Слободан Шијан, српски сликар, редитељ, сценариста и филмски критичар.
- 1947 — Дејвид Патерсон, амерички научник.
- 1948 — Мате Парлов, хрватски боксер. (прем. 2008)
- 1951 — Мигел Сандовал, амерички глумац.
- 1960 — Стеван Караџић, српски кошаркаш и кошаркашки тренер.
- 1967 — Никослав Бјеговић, српски фудбалер.
- 1968 — Владо Шола, хрватски рукометни голман и рукометни тренер.
- 1969 — Ивана Банфић, хрватска музичарка.
- 1972 — Миси Пајл, америчка глумица и певачица.
- 1974 — Пол Скоулс, енглески фудбалер и фудбалски тренер.
- 1977 — Меги Џиленхол, америчка глумица.
- 1981 — Кејт Милер Хајтке, аустралијска музичарка и глумица.
- 1982 — Амаре Стодемајер, амерички кошаркаш.
- 1983 — Бвана, српски хип-хоп музичар.
- 1984 — Џема Аткинсон, енглеска глумица и модел.
- 1984 — Ана Вучковић Денчић, српска списатељица, новинарка и сценаристкиња.
- 1987 — Карлос Окендо, колумбијски бициклиста.
- 1989 — Милан Мачван, српски кошаркаш.
- 1989 — Раста, српски музичар и музички продуцент.
- 1991 — Немања Гудељ, српски фудбалер.
- 1992 — Марцело Брозовић, хрватски фудбалер.
- 1993 — Андрија Павловић, српски фудбалер.
- 1995 — Питер Олајинка, нигеријски фудбалер.

## Смрти
- 1272 — Хенри III Плантагенет, енглески краљ. (рођ. 1207)[2]
- 1831 — Карл фон Клаузевиц, пруски генерал. (рођ. 1780)
- 1960 — Кларк Гејбл, амерички глумац. (рођ. 1901)
- 1995 — Петре Прличко, македонски глумац. (рођ. 1907)
- 2005 — Хенри Тауб, канадско-амерички хемичар, добитник Нобелове награде за хемију (1983). (рођ. 1915)
- 2006 — Милтон Фридман, амерички економиста, добитник Нобелове награде за економију (1976). (рођ. 1912)
- 2014 — Јован Ћирилов, српски театролог, књижевник и значајан делатник српског позоришта и српске културе уопште. (рођ. 1931)
- 2020 — Иван Бекјарев, српски глумац и радијски и ТВ водитељ. (рођ. 1946)
- 2020 — Мића Милошевић, српски редитељ и сценариста. (рођ. 1930)
- 2023 — Мето Јовановски, македонски глумац. (рођ. 1946)

## Празници и дани сећања
- Ђурђиц - пренос моштију светога Ђорђа